# 绿城通
绿城通，是由郑州城市一卡通有限责任公司负责设计、运营，用于中国河南省郑州市公交、地铁等公共服务领域支付的智能卡及其相关系统，于2013年12月23日起正式发售。2018年5月1日，绿城通正式接入交通部主导的交通一卡通系统，可以和同样接入该系统的城市互联互通。

## 历史
- 2012年9月5日，郑州市人民政府决定成立郑州城市一卡通有限责任公司。该公司为国有独资公司，是金卡工程“城市一卡通”项目在郑州市实施的唯一承办单位。
- 2013年8月5日，郑州城市一卡通有限责任公司完成注册。[4]
- 2013年9月13日，郑州城市一卡通有限责任公司对卡名、标识和卡面设计方案进行了有奖征集。
- 2013年12月13日，郑州城市一卡通有限责任公司确定卡片的设计方案，并以“绿城通”命名该卡片。
- 2013年12月23日，绿城通普通卡在郑州市发售。
- 2013年12月26日，绿城通纪念卡在郑州市发售。
- 2014年1月13日，郑州公交押金卡及百通卡开始可以置换绿城通卡。[5]
- 2018年5月1日，绿城通正式接入交通部主导的交通一卡通系统，可以和同样接入该系统的城市互联互通[3]。

## 种类
2013年12月13日，普通卡（又称“普通优惠卡”）样卡公布，有黄色、绿色两种不同主体颜色的样式，办理时需要缴纳30元押金。除此之外，按照计划，纪念卡、学生卡、老年卡等卡种也将相继发布。 其中老年卡计划于2014年4月发行，学生卡则在2014年9月之前启用。

### 纪念卡
配合有意义的重大活动或节日限量发行，于2013年12月26日首次限量发行四万套，一套两张，分为红色、紫色两种，售价160元，面值分别为100元和60元，均为不记名卡，无押金，不挂失，不退卡，可以反复充值。充值时须一次充10元的整数倍，单张卡内资金限额不超过一千元。按照运营公司规定，办理该卡无需携带任何证件，但需填写一张申请表。

### 老年卡
老年卡于2014年4月发行，在发行之前，具有郑州市区户籍的60岁以上的老年人可凭身份证等有效证件于非高峰期免费乘坐地铁。 发行后，持老年卡可按相关规定每月免费乘80次地铁。

### 学生卡
学生卡由于内含各类学生信息，需要由教育部门采集，因此计划晚于普通卡、可能于2014年9月之前发售。学生卡办理将统一进行，乘车可享受半价优惠。

## 设计
卡名“绿城通”来自广州市民周瑞武的创意。
普通卡卡面标识由厦门市民陈聪荣设计，融合了中原的“中”、郑州的汉语拼音首字母“Z”、卡片、芯片等元素，体现出郑州的地域特色。
普通卡卡面以郑州市地标建筑“二七纪念塔”和“中原福塔”为背景，表现了中原历史和文化特色。

## 使用

### 使用范围
绿城通主要使用于郑州市公共交通工具上，初期主要是公交车（包括快速公交）和地铁上。绿城通与郑州市原有的公交卡是有区别的：原有公交卡在绿城通发行后仍可以在公交车上使用，但无法在地铁站使用；而绿城通则可通用于两种交通工具，并且计划在未来逐步扩展应用范围至郑州市的出租车、城际公交、公路收费站、长途客运、公共停车场、加油站等其他公共交通系统的支付，以及旅游、小额支付、宾馆、商场、公共娱乐场所等处。

### 充值
普通卡办理需要缴纳押金10元，乘坐地铁九五折，无论普通卡还是纪念卡，充值时须一次充10元的整数倍，单张卡内资金限额不超过一千元。可在郑州市区的五个直营网点、四家银行（中国工商银行、中国建设银行、郑州银行、交通银行）以及中国移动营业厅办理绿城通的卡片购买、充值业务。 郑州的各地铁站也发售绿城通卡。

### 手机NFC公交卡
2018年2月28日，绿城通官方宣布“绿城通”· MIUI小米公交将于3月1日正式上线。在支持小米公交功能的小米手机上即可开通使用，手机公交卡享有和实体公交卡一样的优惠政策与使用环境。但2018年3月1号功能上线后大部分用户反映无法正常开通使用，小米公司在MIUI论坛回应将于3月开通（未说明具体日期）。
2018年3月31日，在持续1个月无法正常开通小米绿城通公交卡的情况下小米官方宣布为优化用户体验，小米公交绿城通将延长内测，小米公交“绿城通”公交卡目前已经下线，正式上线时间另行通知。
2018年9月19日，绿城通城市一卡通正式在小米公交上线，所有拥有小米公交功能的小米和红米手机均可开通使用。
2019年5月20日，绿城通交通联合卡在华为钱包上线，所有拥有手机公交刷卡功能的华为和荣耀手机均可开通使用。